# Rogério Corrêa
Rogério Corrêa (ur. 3 stycznia 1979) – brazylijski piłkarz występujący na pozycji obrońcy.

## Kariera piłkarska
Od 1999 do 2010 roku występował w Santo André, Goiânia, Vila Nova, Athletico Paranaense, Shimizu S-Pulse, Goiás EC, Mariupol, EC Bahia, Joinville i Anapolina.